# Ohtar (zespół muzyczny)
Ohtar – narodowosocjalistyczna blackmetalowa grupa muzyczna ze Świdnicy, założona w 1996 roku. Nazwa zespołu nawiązuje do fikcyjnej postaci Ohtara stworzonej przez J.R.R. Tolkiena w mitologii Śródziemia. Ohtar znajduje się na liście Anti-Defamation League wymieniającej zespoły wykonujące „muzykę nienawiści”.

## Dyskografia
Albumy
- Deep Woods (EP, 2001)
- When I Cut the Throat (2003)
- Petrified Breath of Hope (2006)
- Human Fuel of Death  (2007)
- Euthanasia of Existence (2016)

EP
- Quotidian Purgatory (2014)

Splity
- Autumnal Depression / The Honour of My Blood (1999)
- Hail Pagan Europe Vol.1 (2001)
- Death to Z.O.G.!!! / Deep Woods (2003)
- Shall I Drink the Fulfilment... / We Are the Only Gods (2005)
- Necrohate / Auri Sacra Fames (2009)

Kompilacje
- Woodland Desolation (2003)

Demo
- The Empire of White Power (1997)[4]
- Autumnal Depression (1999)
- Wolfschanze (2000)
- Shall I Never Drink the Fulfillment (2004)